# Mr. TalkBox
Byron Manard Chambers (30 de julio de 1976), que lleva el nombre artístico de Mr. TalkBox, es un músico de hip hop cristiano y R&B cristiano, que toca gospel urbano contemporáneo, R&B contemporáneo y funk. Ha lanzado tres álbumes de estudio, My Testimony en 2004, The Remix Animated en 2008 y My Time en 2010.

## Carrera musical
La carrera musical de Chambers comenzó en 2004, con el álbum de estudio, My Testimony, que fue lanzado por Remnant Sounds, en agosto de 2004. El álbum de estudio siguiente, The Remixes Animated, fue lanzado el 23 de abril, en 2008. My Time, tercer álbum, con fecha de lanzamiento 2 de marzo de 2010, de Save the City Records. Chambers lanzó una obra extendida, Show Me the Way, el 29 de enero de 2013, con Save the City Records.
Durante su carrera, también ha aparecido en varias listas de canciones cristianas como escritor y/o colaborador. Artistas como Beckah Shae han cartografiado con canciones que ha escrito, y aparece en el cartografía de canciones de artistas como tobyMac.  Él aparece en el sencillo "Feel It" de tobyMac, del álbum de 2015 This Is Not a Test. También realizó recientemente la introducción de Talkbox a la canción "24K Magic" de Bruno Mars, lanzada en octubre de 2016, que también se incluyó en la canción "Loyalty" de Kendrick Lamar. Chambers apareció en "Mr. Pusher Man", la tercera canción en World Wide Funk del exbajista del Parlamento Funkadelic Bootsy Collins, que se lanzó el 26 de octubre de 2017. En noviembre de 2017, apareció en el álbum Oblivion del artista R&B T-Pain. El 17 de abril de 2018, las contribuciones de Chambers en la introducción de "24K Magic" obtuvieron cuatro premios Grammy diferentes.

## Discografía
Álbumes de estudio
- My Testimony (agosto de 2004, Remnant)
- The Remix Animated (23 de abril de 2008, Remnant)
- My Time (2 de marzo de 2010, Save the City)

EP
- Show Me the Way (29 de enero de 2013, Save the City)

Singles
- "Ground Zero (Hip Hop Hero)"[10] (agosto de 2013)
- "Somethin' Good"[11] (5 de mayo de 2017)